# Bjart Ording
Bjart Ording (ur. 19 maja 1898 w Nes, zm. 12 października 1975 tamże) – norweski jeździec sportowy. Srebrny medalista olimpijski z Amsterdamu.

## Kariera
Zawody w 1928 były jego pierwszymi igrzyskami olimpijskimi w karierze. Startował we Wszechstronnym Konkursie Konia Wierzchowego i srebrny medal zdobył w konkursie drużynowym na koniu And Over. Indywidualnie był 6. Drużynę norweską reprezentowali także Eugen Johansen i Arthur Qvist. Ponadto startował także w konkurencji skoki przez przeszkody (na koniu Fram I), w której indywidualnie był 36., w konkursie drużynowym zaś 11.
Ording wystartował także 24 lata później, w wieku 54 lat, na Letnich Igrzyskach Olimpijskich w Helsinkach, w konkurencji skoki przez przeszkody. Jechał na koniu Fram II i zajął 29. miejsce.